# Кивје (Јура)
Кивје (фр. Cuvier) насеље је и општина у источној Француској у региону Франш-Конте, у департману Јура која припада префектури Лон ле Соније.
По подацима из 2011. године у општини је живело 224 становника, а густина насељености је износила 21,71 становника/km². Општина се простире на површини од 10,32 km². Налази се на средњој надморској висини од 830 метара (максималној 885 m, а минималној 798 m).

## Демографија
| 1962. | 1968. | 1975. | 1982. | 1990. | 1999. | 2011. |
| ----- | ----- | ----- | ----- | ----- | ----- | ----- |
| 203   | 203   | 192   | 201   | 201   | 168   | 224   |

График промене броја становника у току последњих година